# Astiphromma granigerum
Astiphromma granigerum là một loài tò vò trong họ Ichneumonidae.